# Flagge Réunions
Die offizielle Flagge Réunions ist die Flagge Frankreichs, da die Insel ein Überseedépartement Frankreichs ist.

## Flagge des Generalrats und des Regionalrats

Regionalflagge Réunions

Der Generalrat des Départements führt sein Logo, ein weißes R auf einem vielfarbigen Rechteck, auf einer weißen Flagge. Darunter findet sich, je nach Variante, der blaue Schriftzug „Conseil de la Réunion“ oder „Département de la Réunion“
Seit 1982 bildet Réunion auch eine französische Überseeregion. Der Regionalrat führt eine Regionalflagge, die auf weiß sein Logo zeigt: Eine gelbe Sonne vor der blau schraffierten Insel, darunter in Schwarz der Name der Region. Einige Varianten zeigen darunter in Blau den Schriftzug „Valorisons nos atouts“ – übersetzt etwa: „Anerkennen wir unsere Trümpfe!“ (im Sinne davon, etwas daraus zu machen).

## Entwürfe
Es gibt verschiedene Entwürfe für eine eigene Flagge zur Repräsentation der Insel Réunion. So von der flaggenkundlichen Vereinigung von La Réunion, von diversen politischen Parteien sowie von anderen Gruppen.
Die Flagge der Association Réunionnaise de Vexillologie wurde von der Bevölkerung bislang am ehesten angenommen. Sie ist auf La Réunion häufig anzutreffen – im Gegensatz zu den anderen Entwürfen und der offiziellen Flagge. Sie wird darüber hinaus auch nicht nur bei internationalen Sport-Veranstaltungen gezeigt, sondern auch in Computersystemen als Emoji für La Réunion dargestellt (🇷🇪).

Entwurf der Association Réunionnaise de Vexillologie[3].
Entwurf der Association pour le Drapeau de la Réunion
Nationalistische Bewegung Réunions (Mouvement nationaliste réunionnais)
Mouvman Lantant Koudmin/Mouvement Entente et Coup de Main (MLK)